# Main de justice
Pour les articles homonymes, voir Main (homonymie).
La main de justice est un insigne du pouvoir royal en France utilisé à partir du XIIIe siècle lors du sacre. Symbole de l'autorité judiciaire, cet objet qui faisait partie des regalia du royaume de France prit son nom au XVe. Il consiste en un sceptre terminé par une main dont les trois premiers doigts sont ouverts. Par extension, un condamné est dit « placé sous main de justice » lorsqu'il est suivi, par exemple, par un juge d'application des peines,,. 

## Histoire

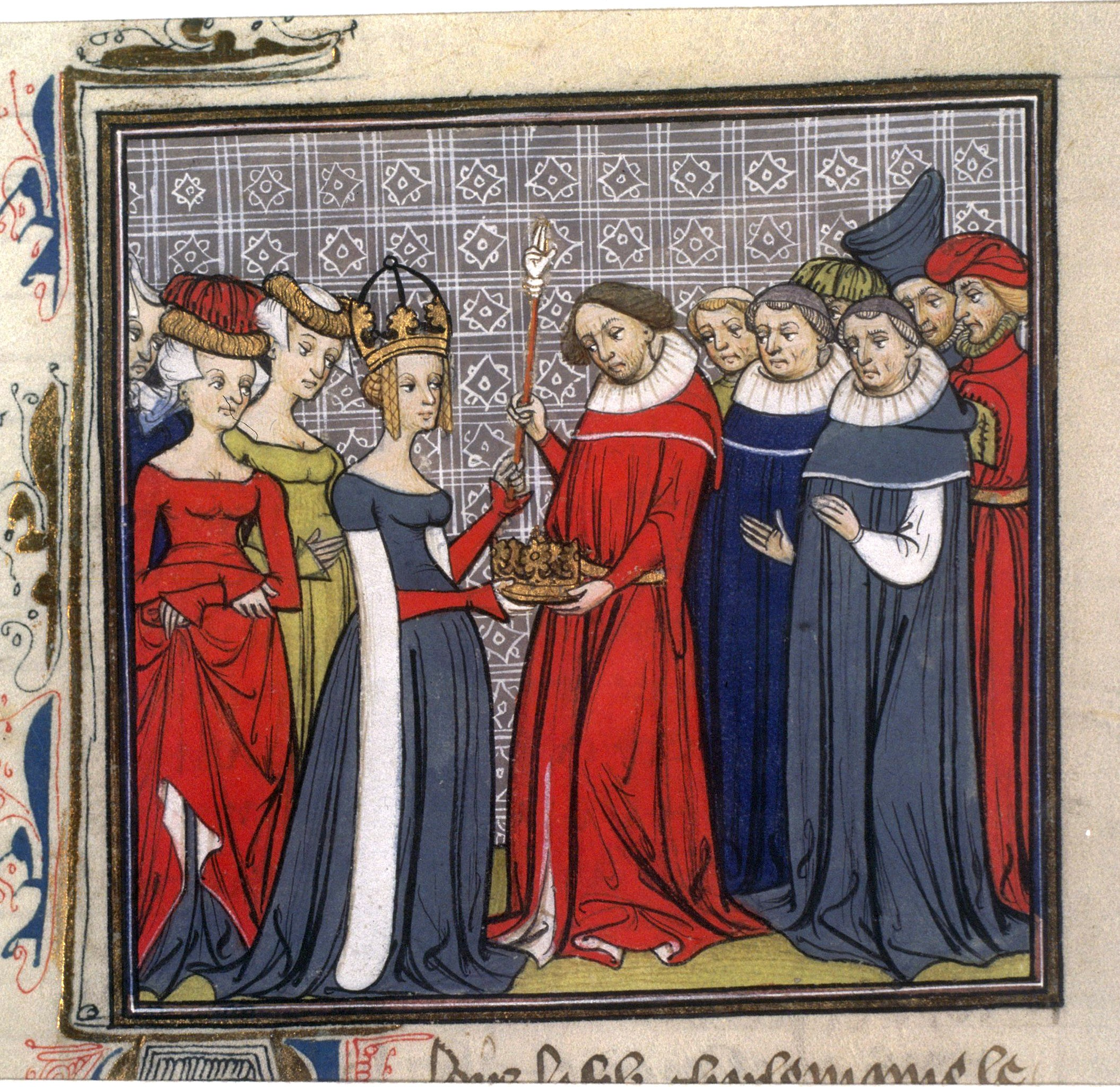
Louis II le Bègue recevant les Regalia - Grandes chroniques de France. (enluminure).

Peu de récits du sacre des rois capétiens existent, ce qui rend difficile l'établissement d'une chronologie de l'apparition de la main de justice. Cependant on sait que jusqu'à la fin du XIIe siècle, les rois de France reçoivent lors de la cérémonie du sacre une verge, symbole de commandement. On ne sait si avant le XIIe siècle, cette verge était une main de justice. Des théories divergentes demeurent encore aujourd'hui sur l'analyse d'une représentation du sceau de Hugues Capet datant de 1681 et sur laquelle  le premier des Capétiens y figure tenant une main de justice. Interprétation abusive ou réalité ? Quoi qu'il en soit, la main de justice n'apparait plus par la suite sur les sceaux royaux.
La main de justice du sacre des rois de France était formée d’une main droite faisant un geste de bénédiction faite « d’ivoire de licorne », c’est-à-dire taillée dans une défense de narval, fixée en haut d’un bâton d’orfèvrerie, qui fut détruite en 1793. Pour le sacre de Napoléon Ier, Vivant Denon demanda en 1804 à l’orfèvre Martin-Guillaume Biennais de refaire une main de justice, en s’inspirant de la gravure de Bernard de Montfaucon, sans prendre garde à l’avertissement signalant que la gravure est inversée, de sorte que celle qui fut sculptée dans de l’ivoire d’éléphant est une main gauche. Elle fut fixée sur un bâton de cuivre doré, enrichi d’un nœud d’orfèvrerie formé par le chaton médiéval de  l’Anneau de Saint-Denis , auquel furent ajoutés deux camées en cristal de roche et une intaille d’améthyste provenant aussi de Saint-Denis. Elle est conservée au musée du Louvre à Paris.

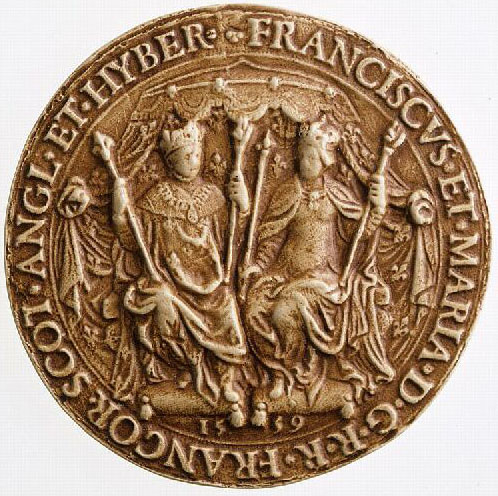
Moulage du sceau de François II et Marie Stuart, roi et reine de France - François tient le sceptre de saint Louis dans la main droite et la main de justice dans la main gauche - 1559 - Archives nationales.

Hervé Pinoteau a fait le point des connaissances sur la main de justice :
- La main de justice du roi, qui fut dite de Charlemagne au XVIIe siècle, devait en fait dater des derniers Capétiens directs ou des premiers Valois.
- Le roi de France étant classiquement comparé à David depuis Charlemagne, la fausse étymologie de David qui signifierait « main forte » donnée par saint Jérôme et encore connue en 1300, suggérerait que la main de justice est un sceptre davidique (le roi David de l'église Saint-Bénigne de Dijon porte d'ailleurs une main de justice[8]).
- Le terme « main de justice » n'apparaît dans les textes que depuis la seconde moitié du XVe siècle, lors des obsèques de Charles VII.
- Il n’existe qu’une seule représentation précise de cette main de justice, sur le tableau représentant Louis XV qui est à Furnes (Veurne, Flandre-occidentale, Belgique) qui serait d’Henri Testelin.
- Long de 0,591 m avec une main de 7 cm, ce sceptre court fut envoyé à la casse par la Convention nationale.
- La reine en recevait une également lors de son sacre.
- Lors de la cérémonie du sacre, la main de justice était remise après le sceptre, dans la main gauche du souverain. Après la cérémonie, elle était confiée au trésor de l'abbaye royale de Saint-Denis avant d'être ressortie pour le prochain sacre.
- D'autres souverains que le roi de France ont utilisé la main de justice : les rois de Navarre et d'Écosse au XVIe siècle ; le duc de Lorraine (lors des obsèques de Charles III de Lorraine en 1608) ; Napoléon Ier, Félix Baciocchi, prince de Lucques, Louis-Napoléon roi de Hollande, Jérôme-Napoléon roi de Westphalie, Joachim-Napoléon roi des Deux-Siciles ; les empereurs du Brésil au XIXe siècle ; l'empereur Augustin Ier du Mexique ; les rois des Belges depuis 1830 ; Louis-Philippe roi des Français.
- La main de justice n'est plus utilisée de nos jours en France sauf sur le faisceau de pique du Sénat que l'on retrouve d'ailleurs sur les insignes actuels des sénateurs ainsi que ceux des députés de la 3e République, insignes surnommés « baromètres ».

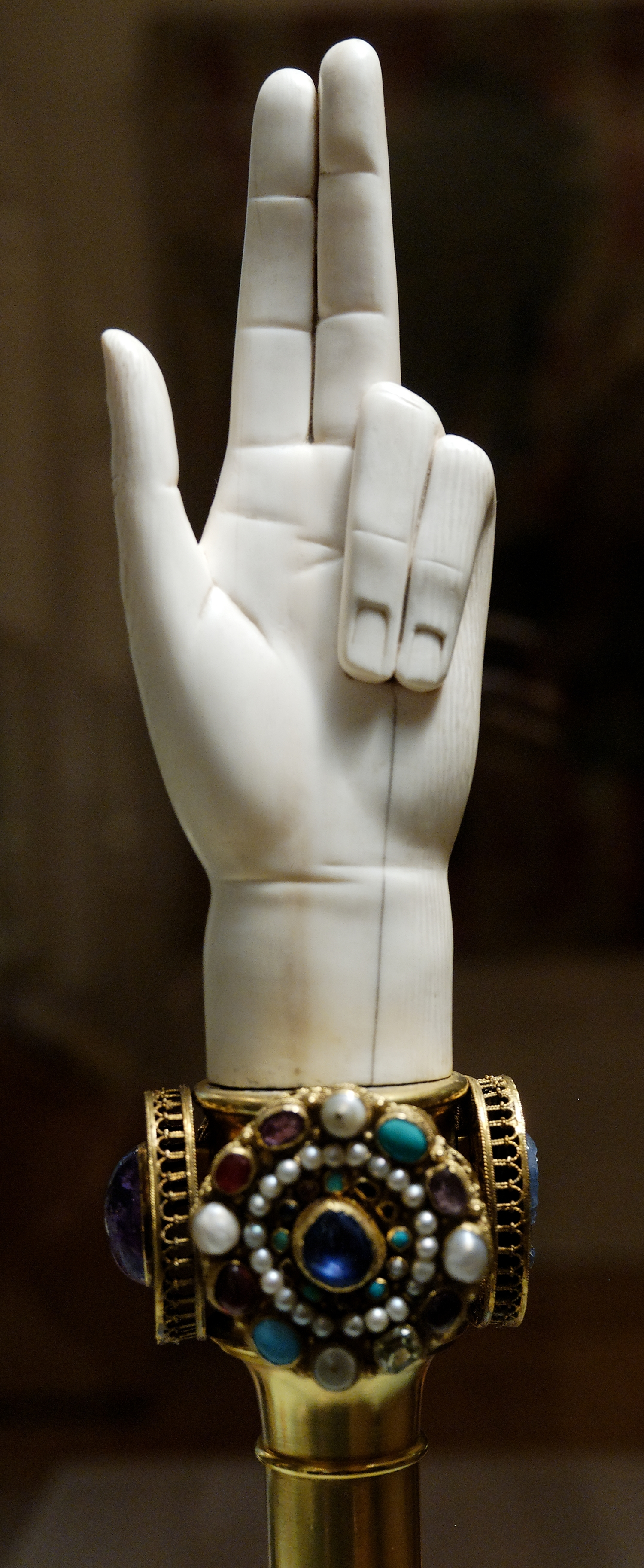
La Main de Justice côté paume.

## Symbolisme
Du fait de son nom, on attribue à la main de justice la signification que le roi peut rendre la justice. Il a donc le pouvoir judiciaire. 
Traditionnellement, on lui attribuait une dimension religieuse, chaque doigt de la main ayant une signification précise. Ils représentent ainsi :
- le pouce : le roi ;
- l'index : la raison ;
- le majeur : la charité ;
- Les deux doigts : la foi catholique.

Les trois doigts ouverts symbolisaient également la Trinité .

## Galerie
Un des plus anciens des sceptres royaux et ayant subsisté jusque nos jours, la Main de Justice est sans aucun doute le sceptre le plus fréquemment représenté sur les portraits et représentations des rois de France, également souvent intégré aux armoiries du pouvoir royal en France.

### Enluminures

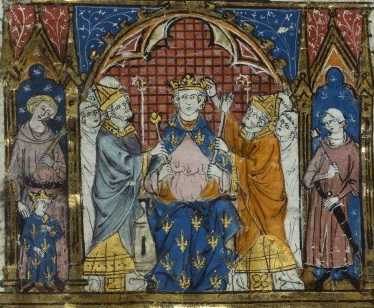
Sacre de Philippe V le Long, roi de France, tenant dans la main gauche la Main de Justice.
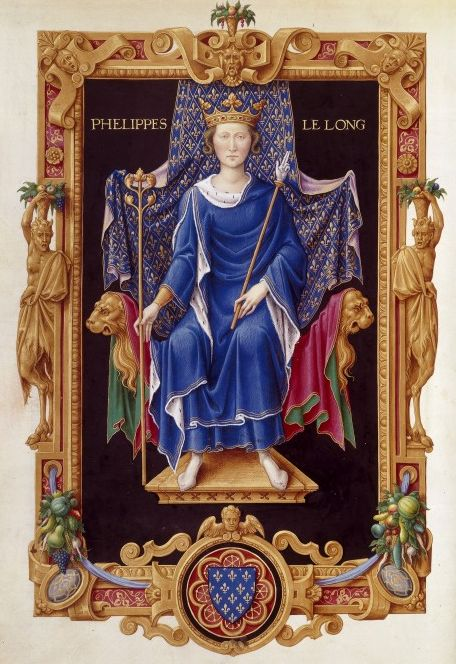
Sacre de Philippe V le Long, roi de France, tenant dans la main gauche la Main de Justice.
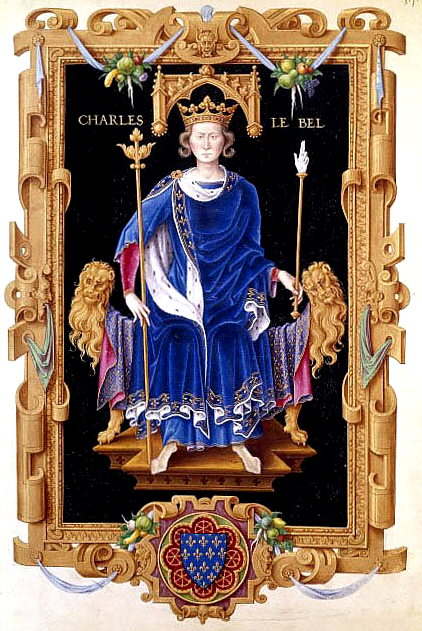
Sacre de Charles IV le Bel tenant dans la main gauche la Main de Justice.
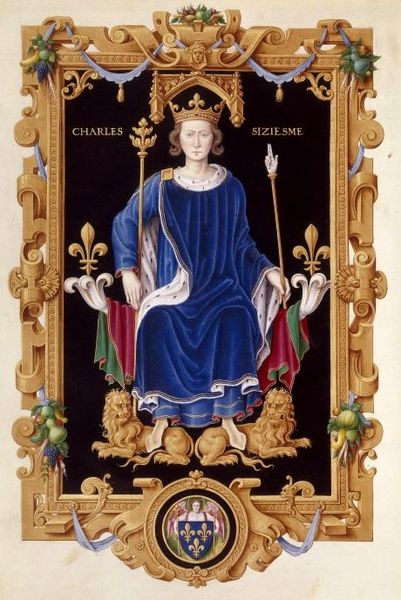
Sacre de Charles VI le Fou tenant dans la main gauche la Main de Justice.
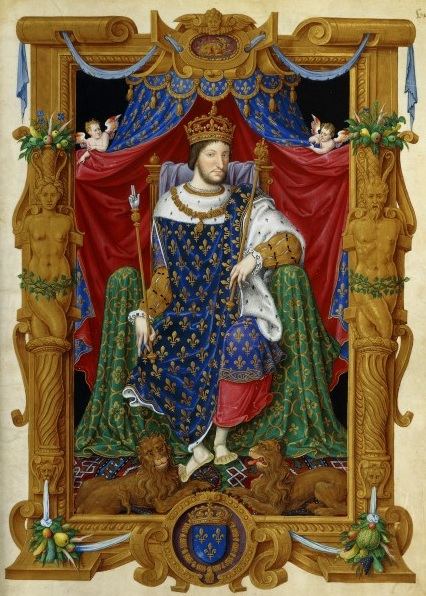
Sacre de François Ier tenant dans la main droite la Main de Justice (enluminure).

### Tableaux et portraits

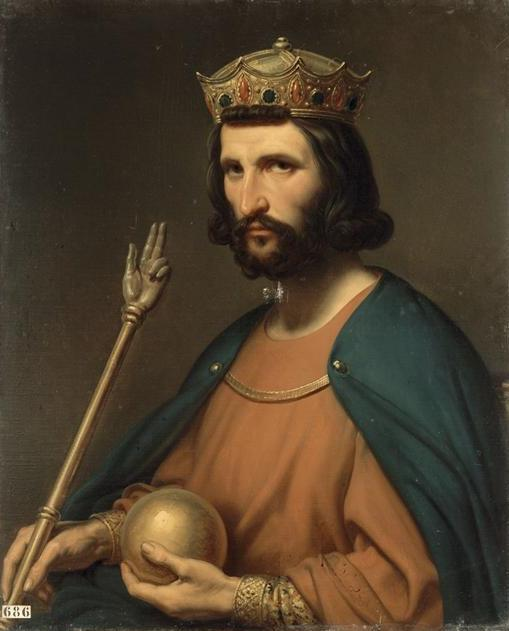
Représentation du roi Hugues Capet tenant le sceptre.
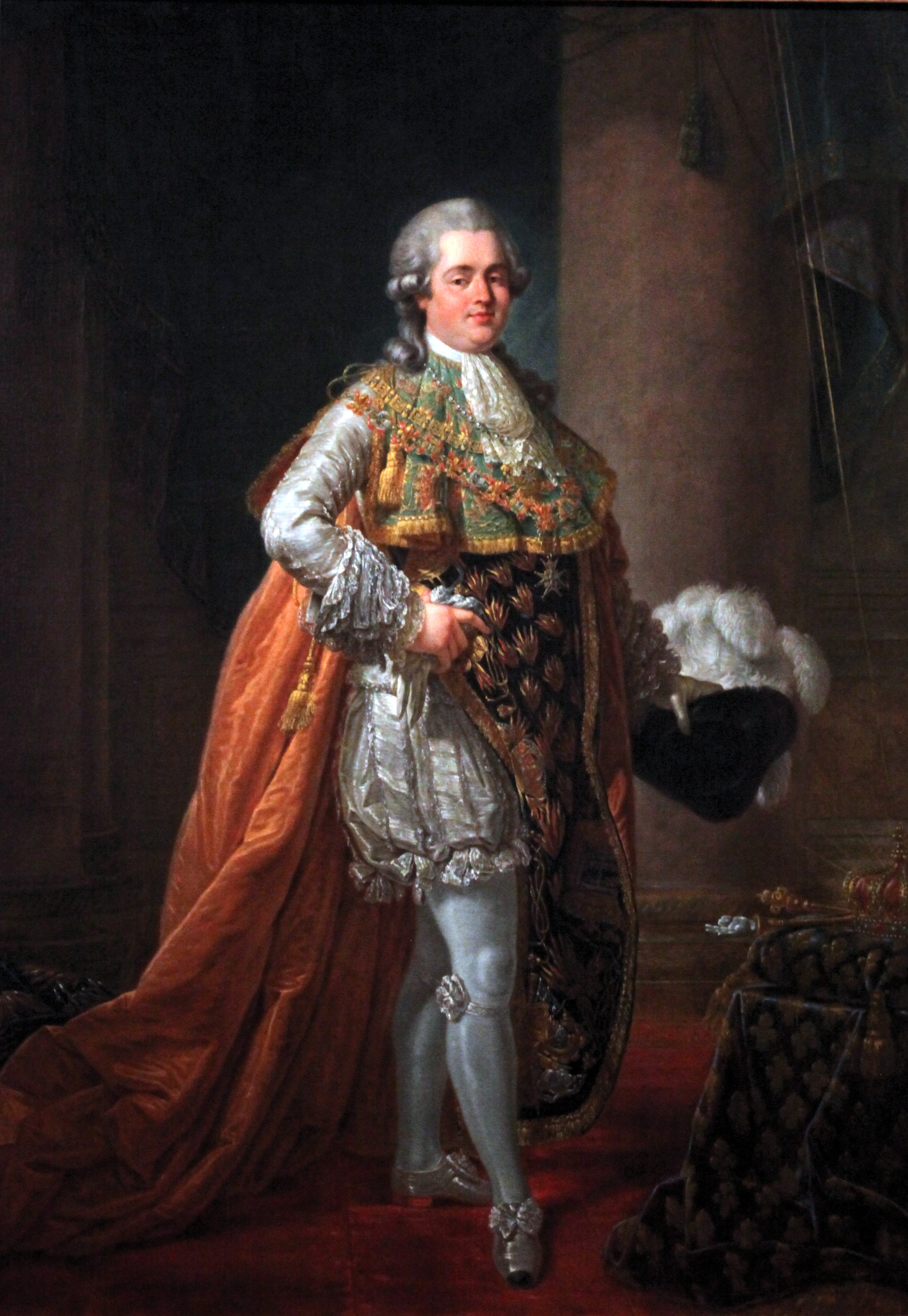
Portrait de Louis Stanislas Xavier, comte de Provence.
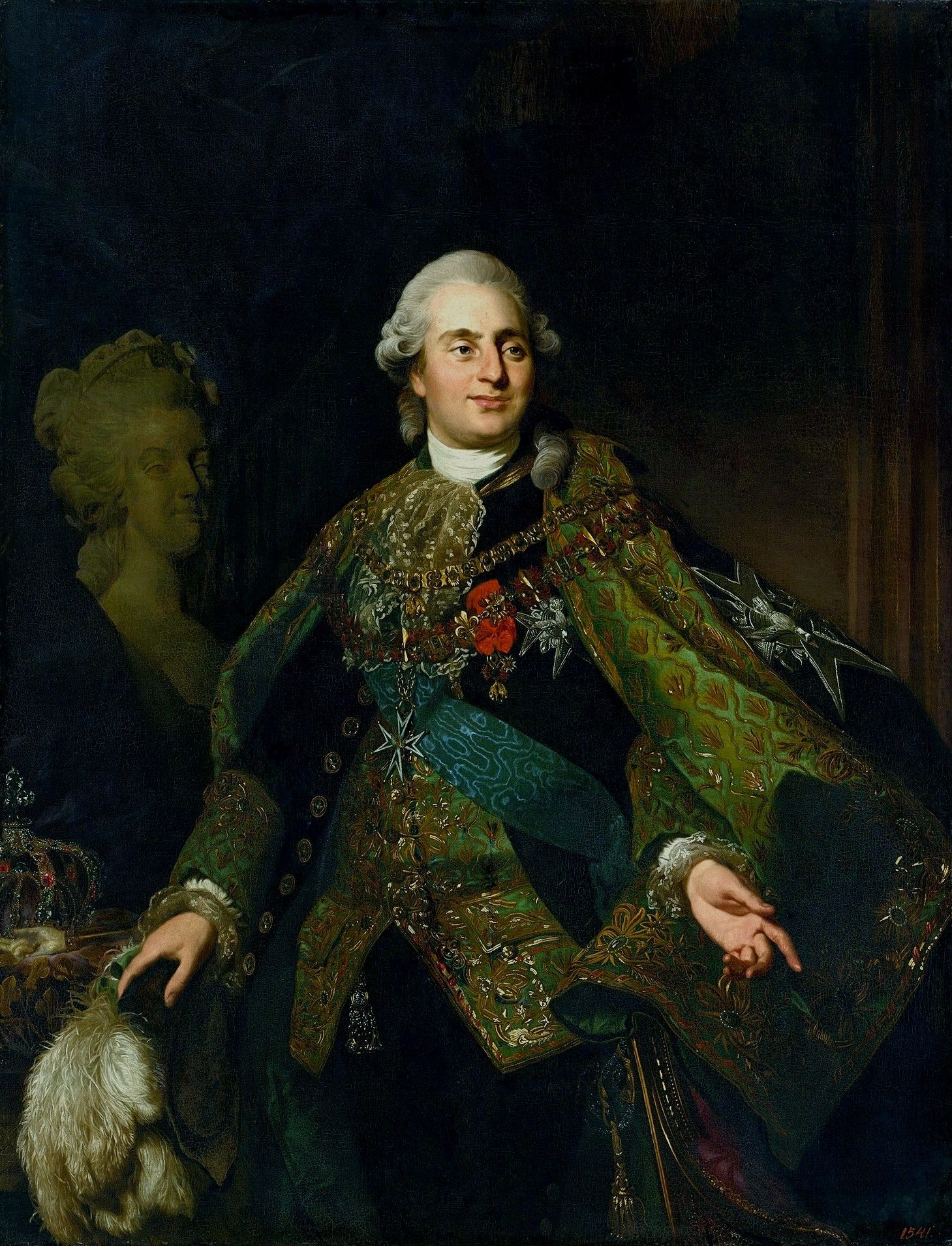
Portrait de Louis XVI de France en Habit de l'Ordre du Saint-Esprit.
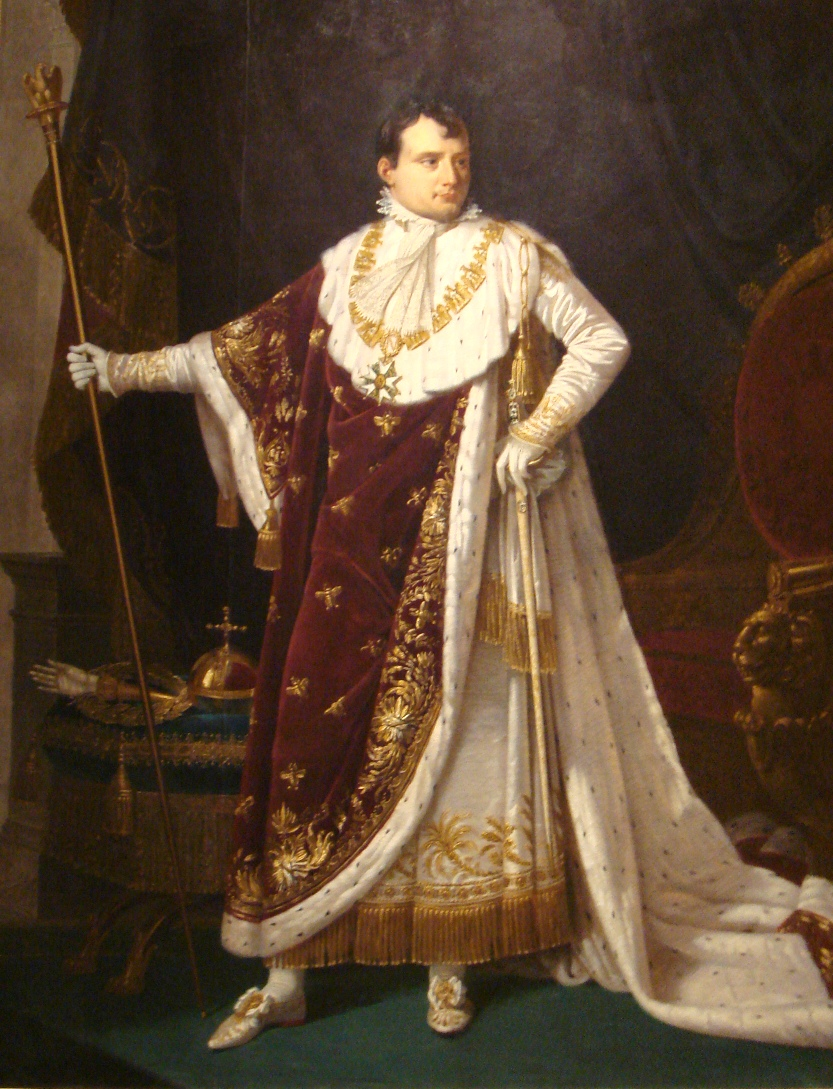
Portrait de l'empereur Napoléon Ier en habits de Sacre.
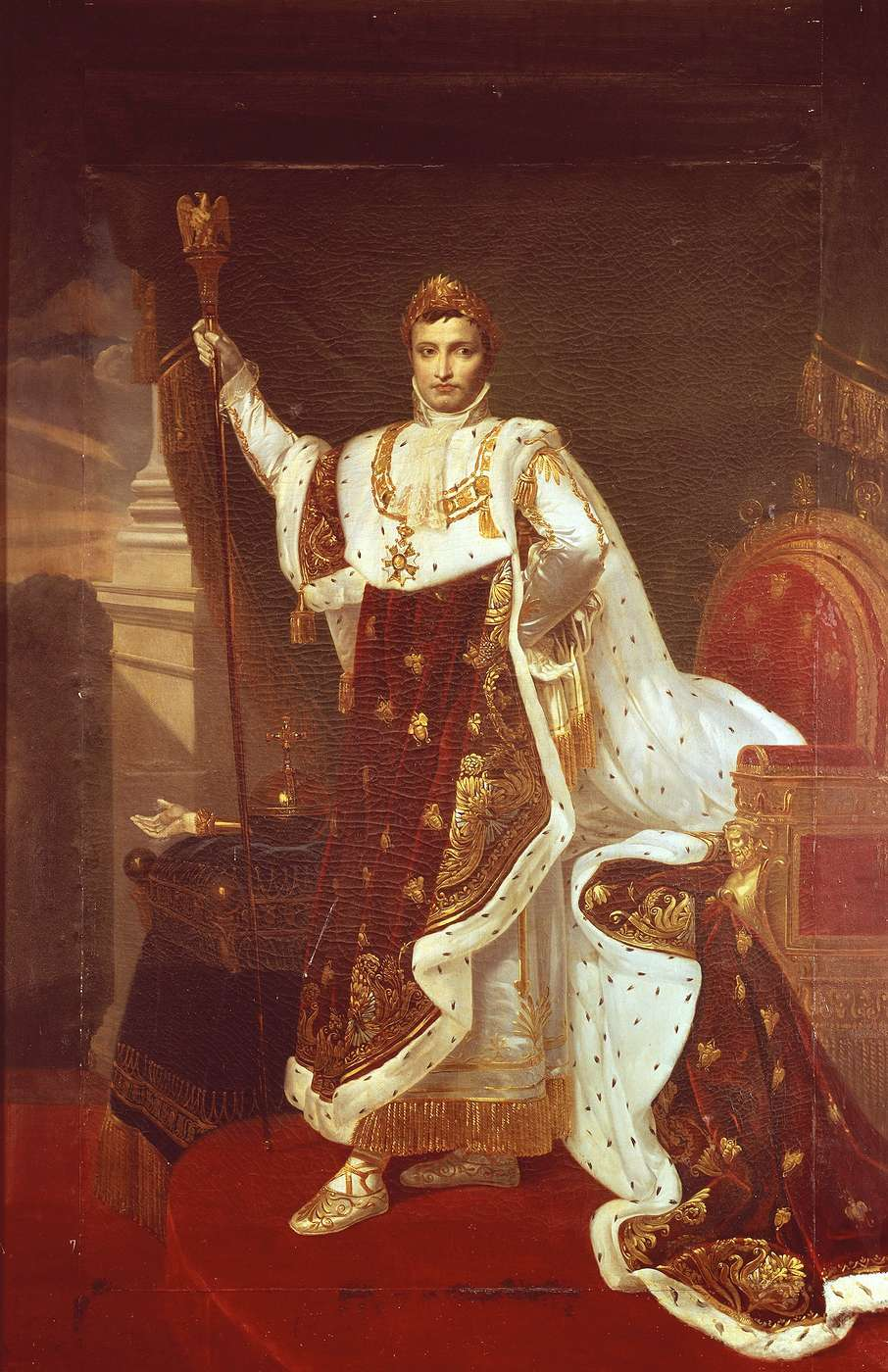
Portrait de Napoléon Ier en habits de Sacre.
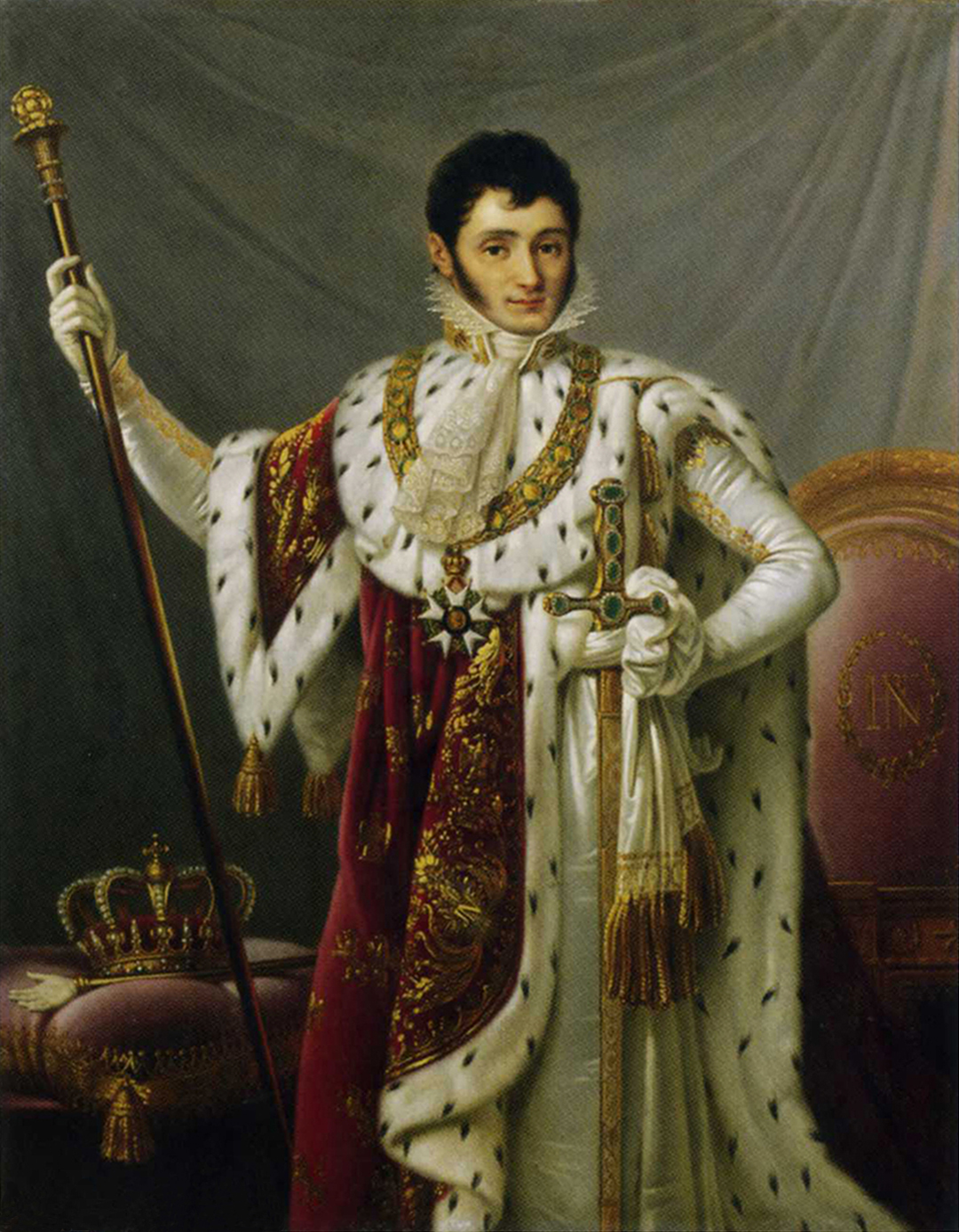
Portrait de Jérôme Bonaparte par Kinson, le sceptre à ses côtés.
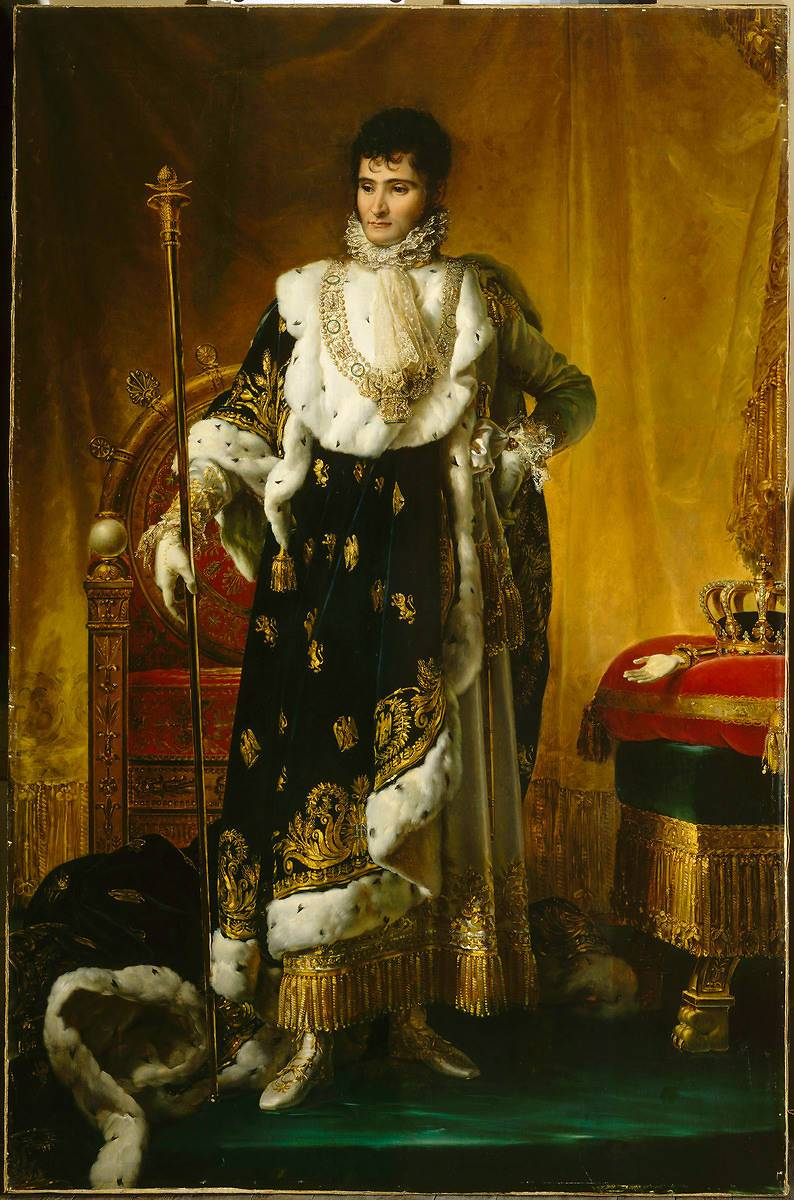
Portrait en vêtements de Sacre de Jérôme Bonaparte, frère de Napoléon Ier et roi de Westphalie.
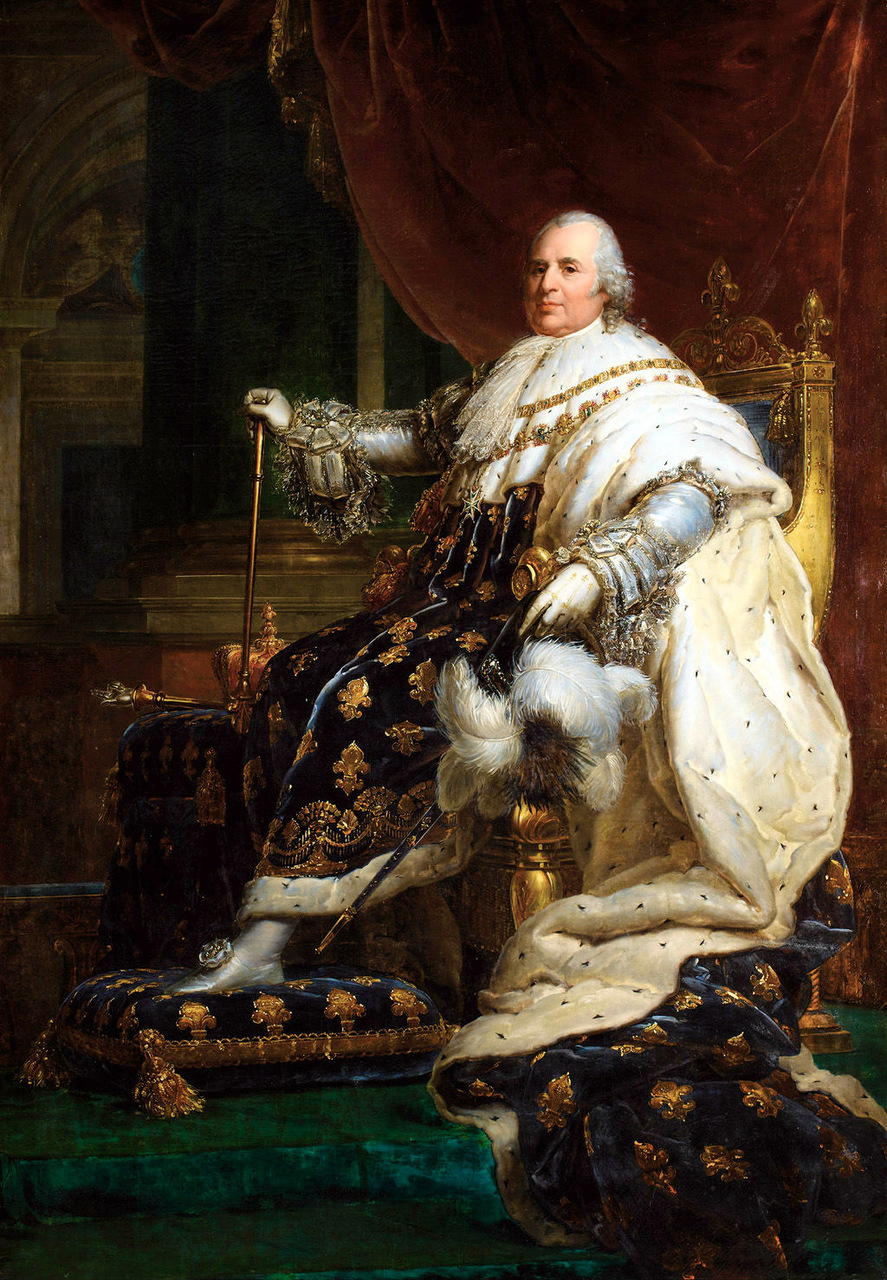
Portrait de Louis XVIII en habits de sacre.
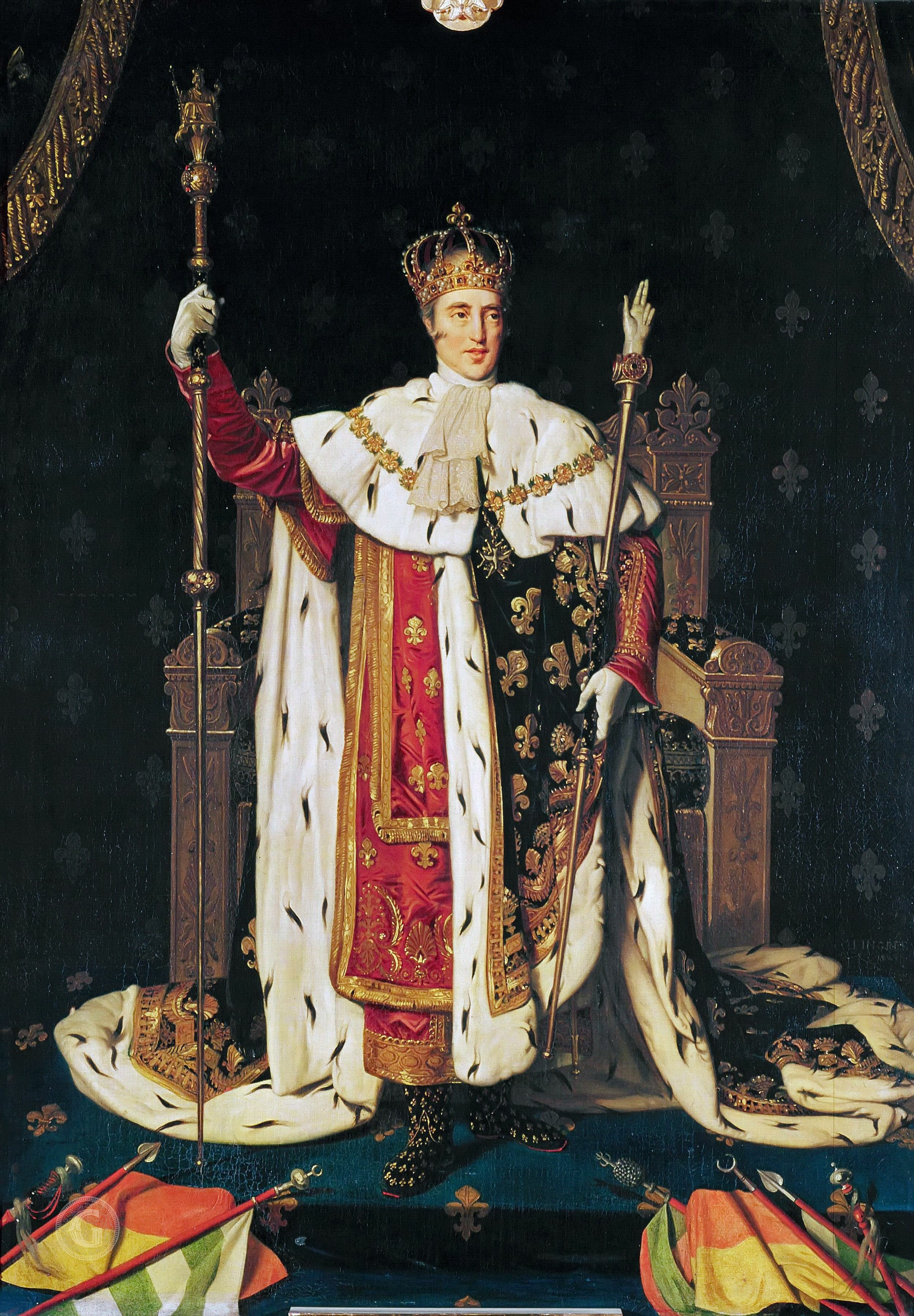
Portrait de Sacre de Charles X en 1829.
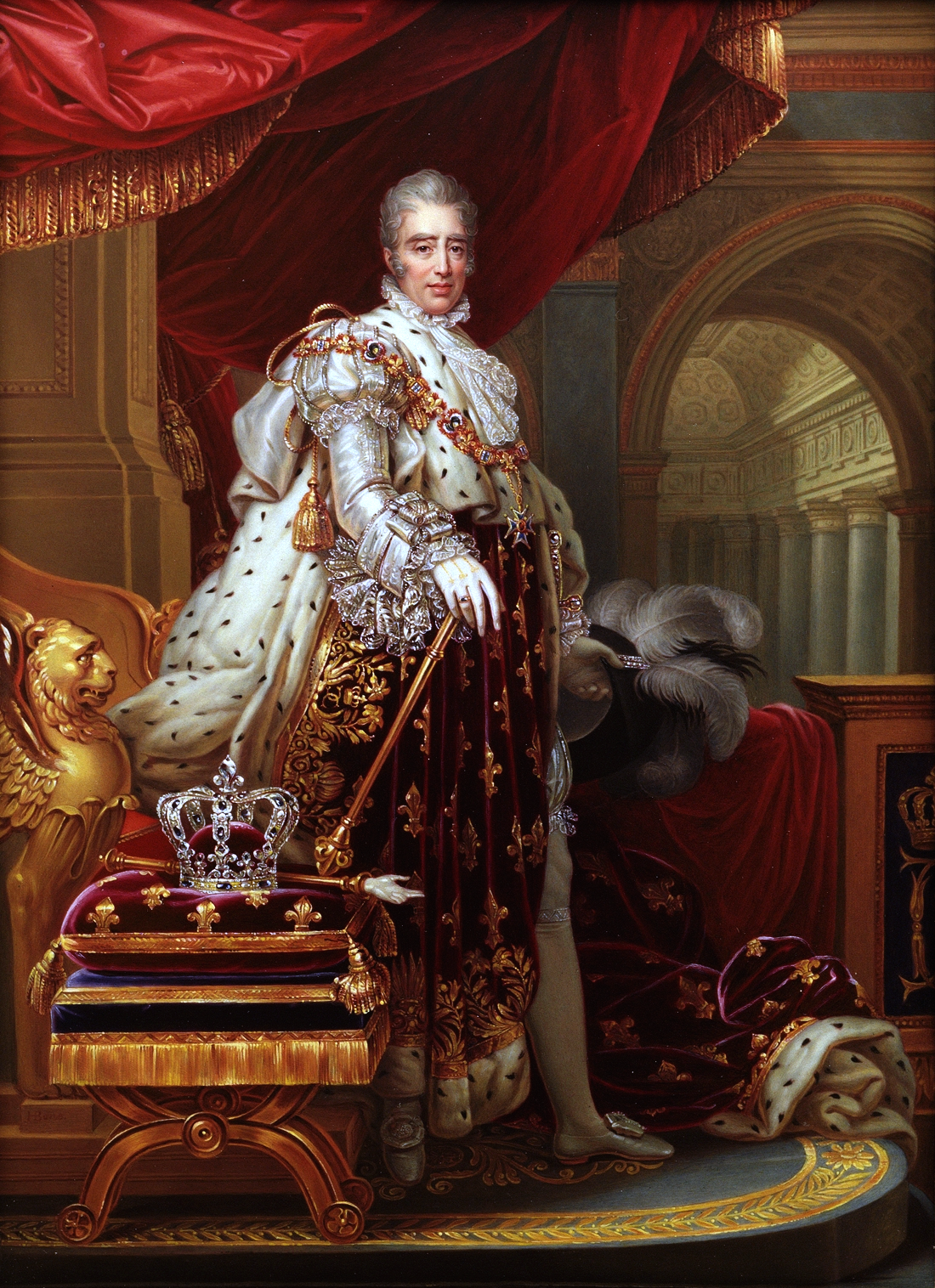
Portrait de Charles X.
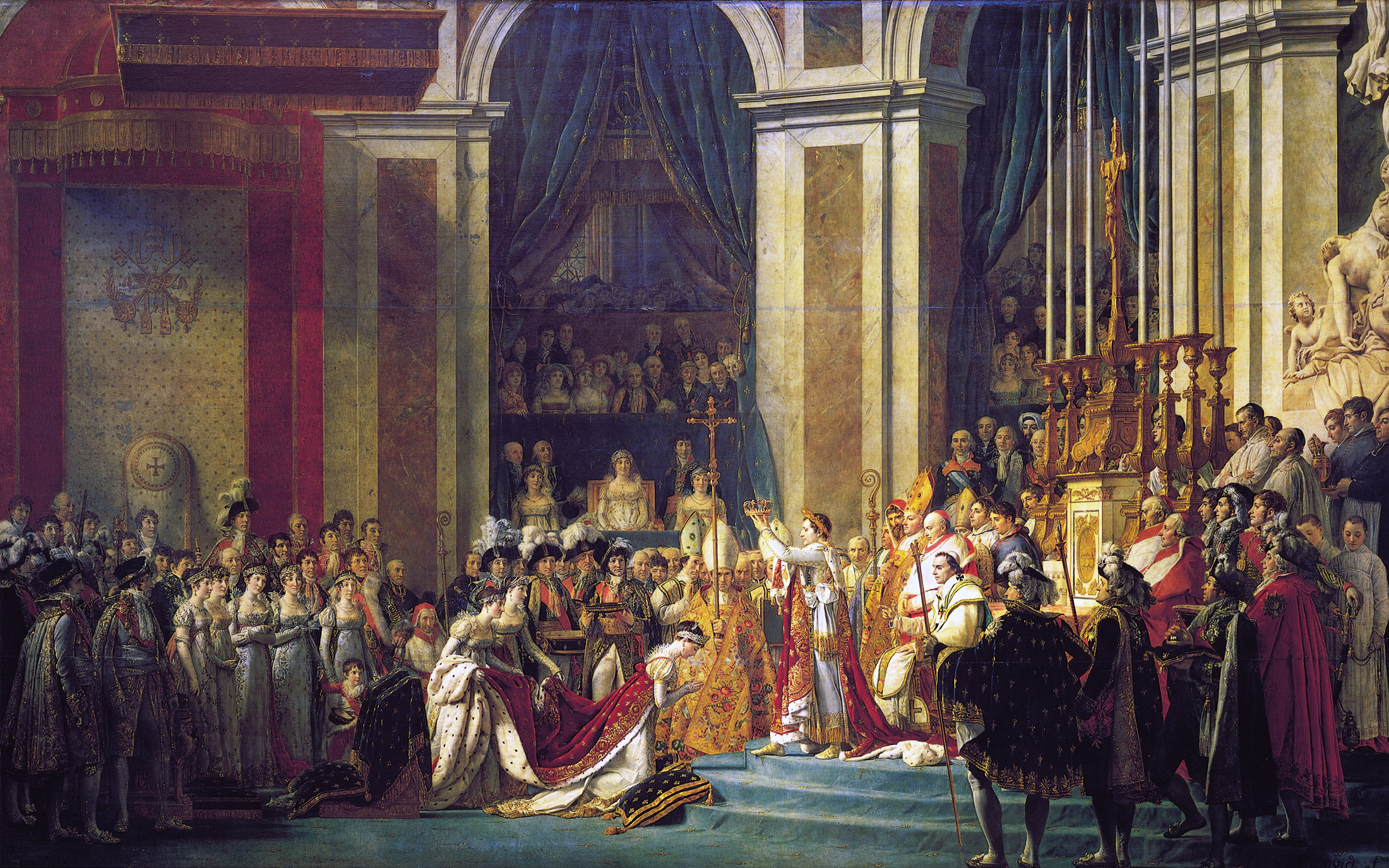
Le Sacre de Napoléon de Jacques-Louis David. Le sceptre est un des regalia porté par les pairs de France dans la partie inférieure droite du tableau.

### Autres

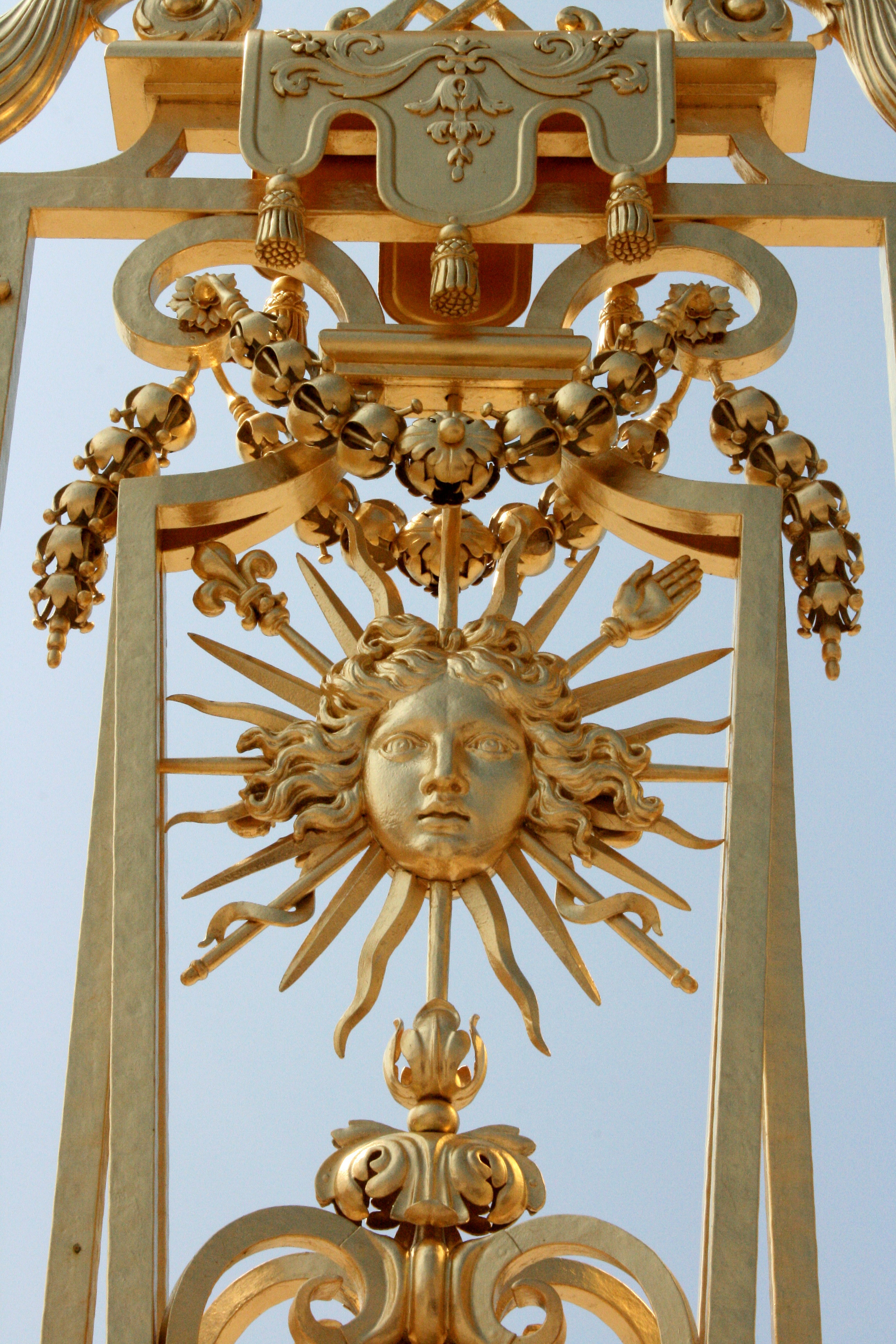
Détail de la Grille royale du Château de Versailles.
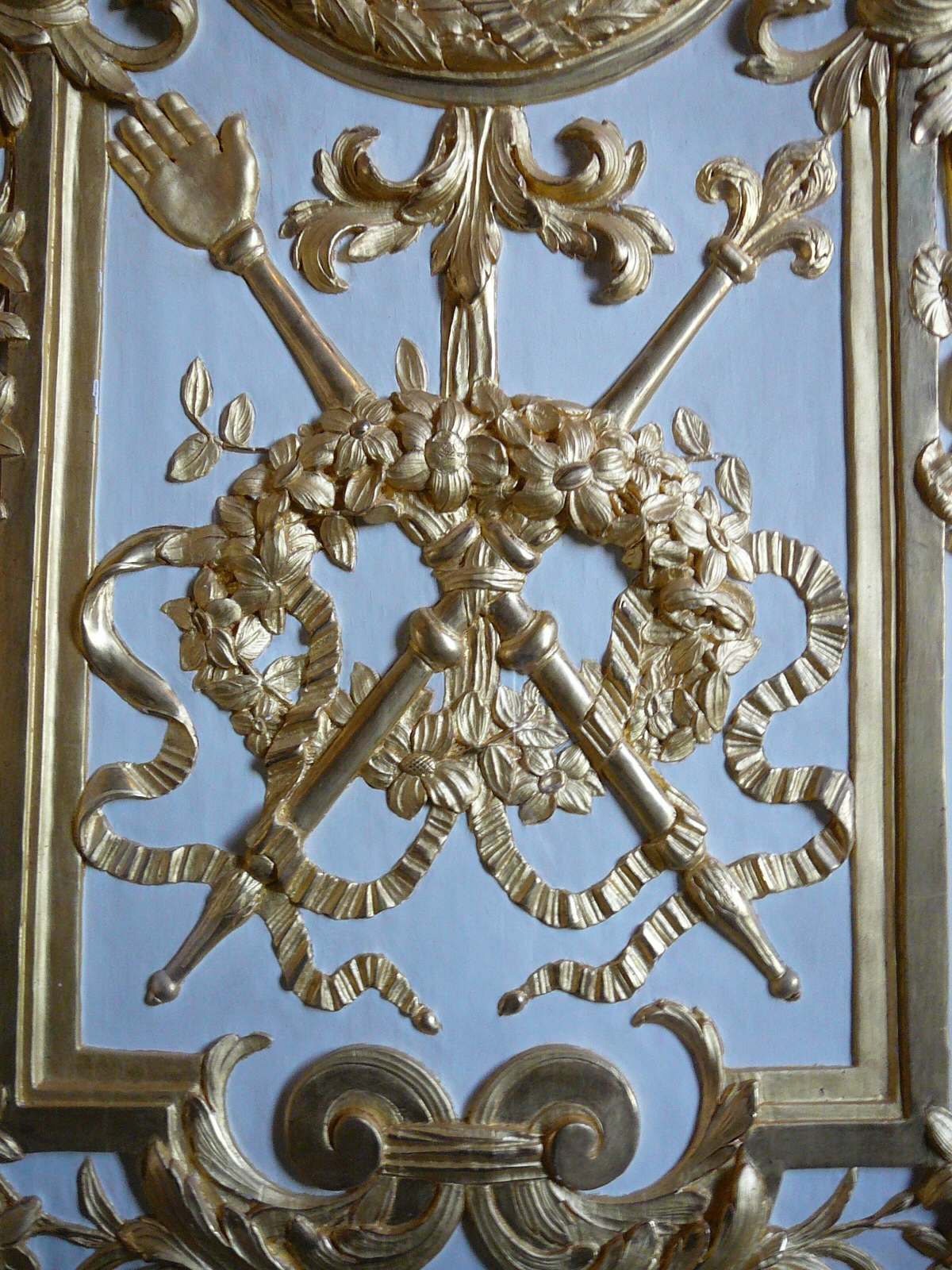
Détail de la porte d'entrée du Grand Appartement du Roi au château de Versailles.
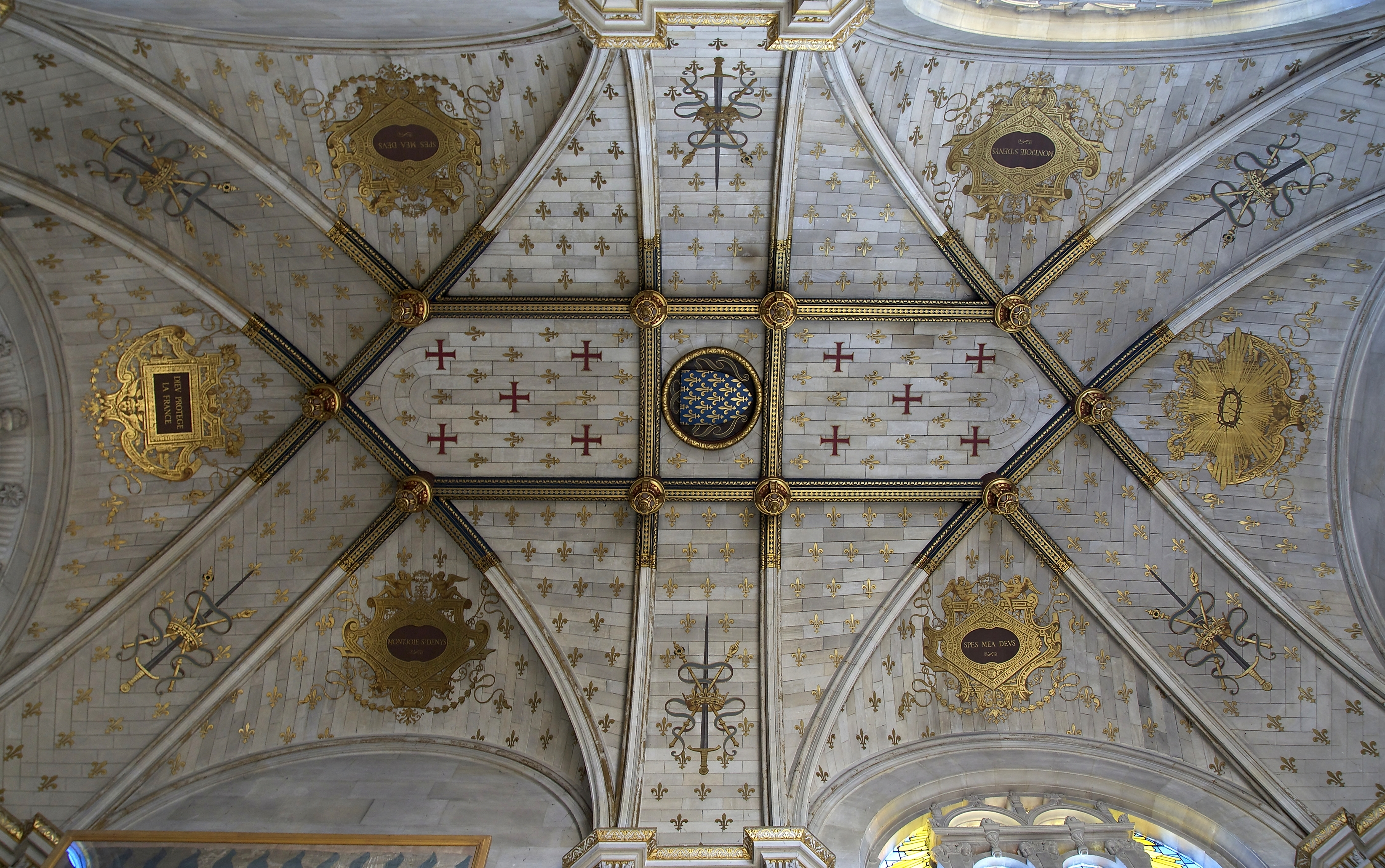
Voute de la chapelle du Château de Chantilly.
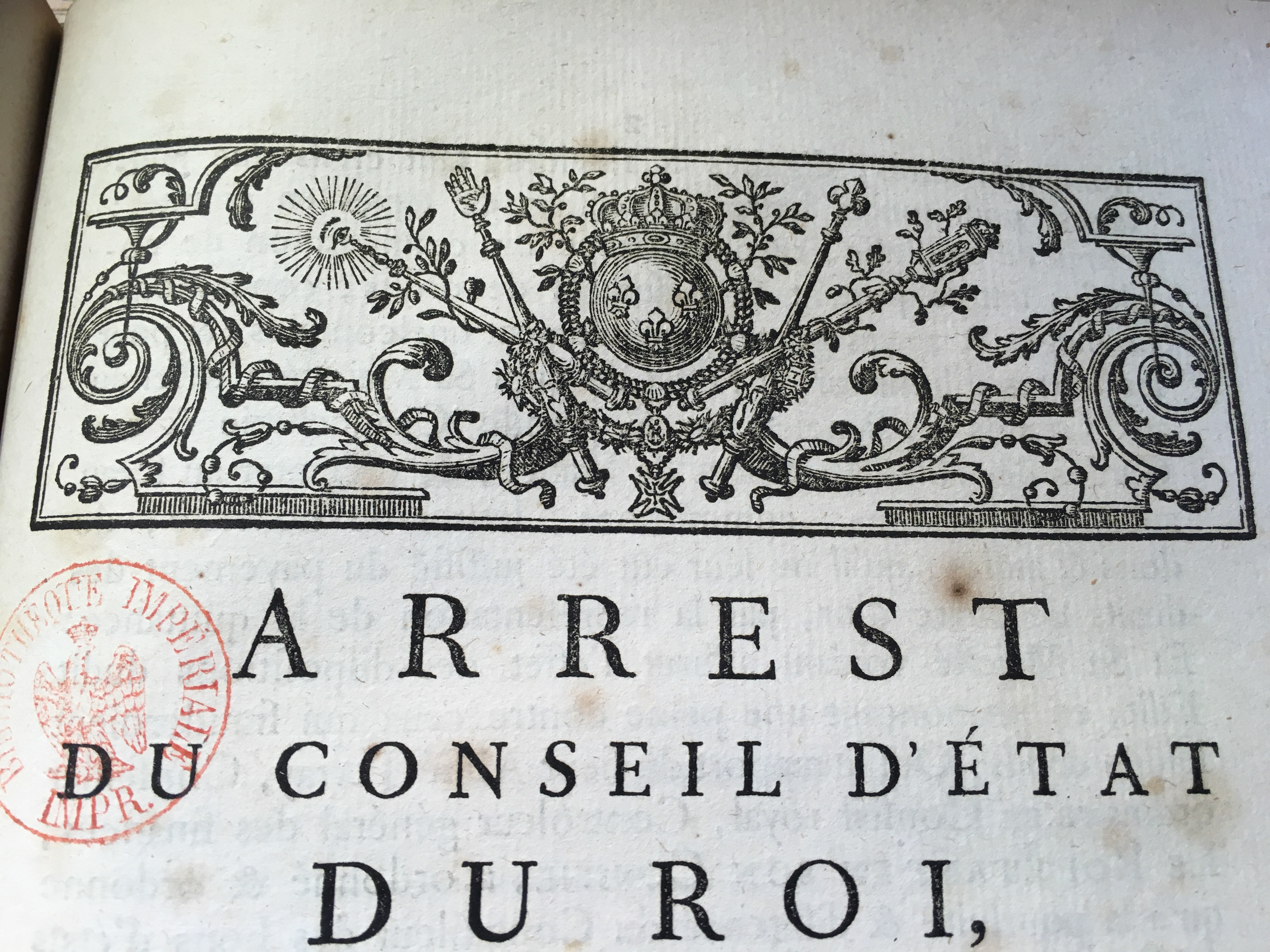
Bandeau Louis XV.
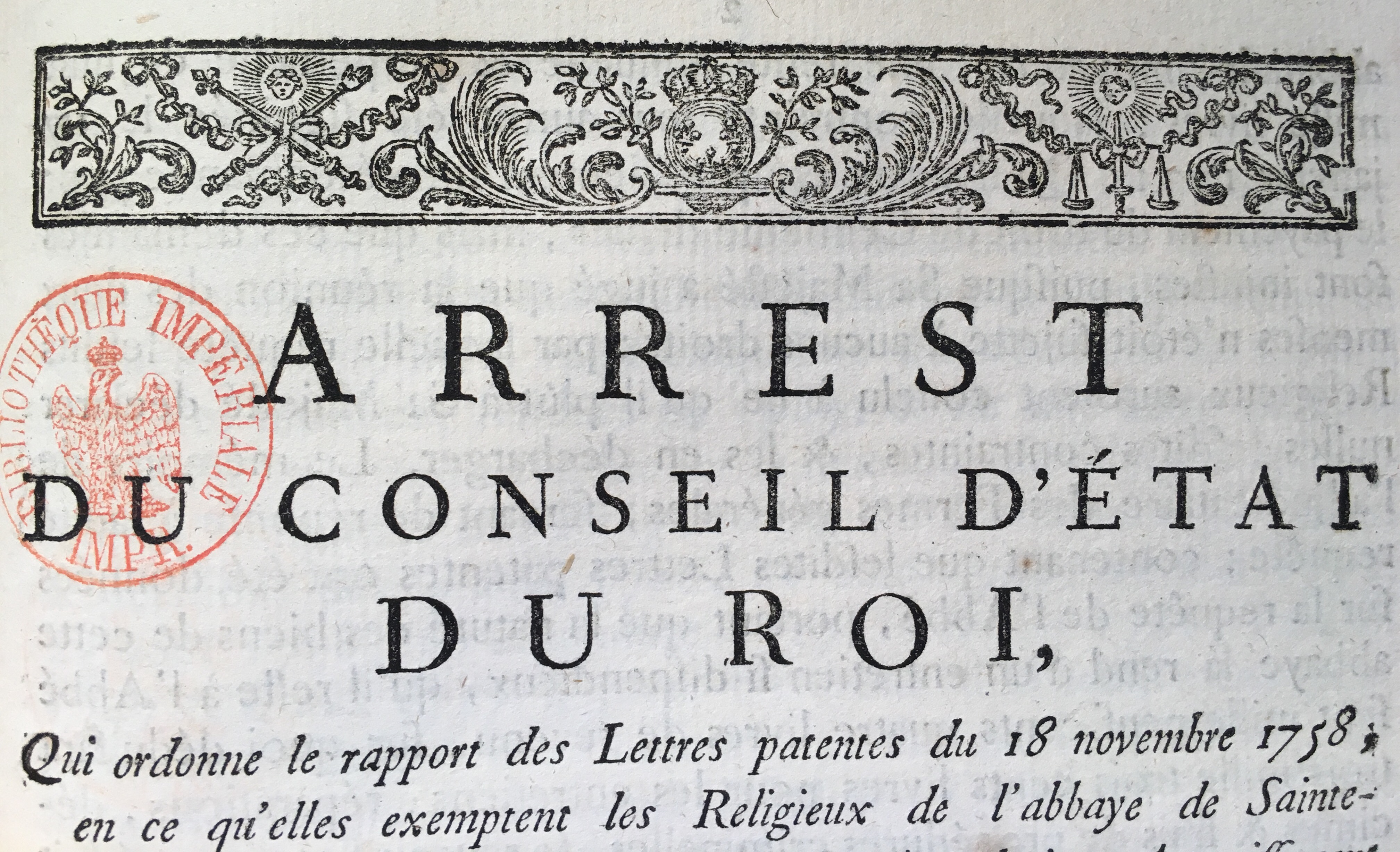
Bandeau Louis XV.

### Anecdote
On pensait autrefois que la main avait été sculptée dans une corne de licorne.